# Миллс, Майк (режиссёр)
Майкл Чедборн «Майк» Миллс (англ. Michael Chadbourne «Mike» Mills; род. 20 марта 1966, Беркли, Калифорния, США) — американский кинорежиссёр, сценарист, клипмейкер и графический дизайнер. Наиболее известен как создатель фильмов «Дурная привычка» и «Начинающие».

## Молодость
Родился в городе Беркли, Калифорния в семье Пола Миллса, историка культуры и директора музея. Образование получил в нью-йоркском колледже искусств The Cooper Union for the Advancement of Science and Art. Его мать умерла от опухоли головного мозга в 1999 году. Через неделю после её смерти отец Майка в 75 лет совершил каминг-аут, до этого прожив с женой в браке 44 года. Спустя пять лет он умер от рака лёгких.

## Карьера
Майк Миллс создал музыкальные видеоклипы для многих музыкантов, в том числе Моби и Йоко Оно. В его честь группа Air назвала пятую песню своего альбома Talkie Walkie.
Он также работал в качестве дизайнера над рекламой и обложками альбомов для Beastie Boys, Бека, Sonic Youth и Ol' Dirty Bastard. Кроме того, он создал графику для X-Girl и Марка Джейкобса, а в настоящее время выпускает собственную линию плакатов и постеров под общим названием Humans by Mike Mills.
Миллс был гитаристом и бэк-вокалистом в недолго просуществовавшей инди-рок группе Butter 08, где он играл вместе с Юкой Хонда и Михо Хатори из Cibo Matto, Рассел Симинс из Blues Explosion и Рик Ли из Skeleton Key. Группа в 1996 году выпустила альбом, названный собственным именем.
Его режиссёрский кинодебют «Дурная привычка» вышел в 2005 году, к которому Миллс также сделал и постеры. Премьера его второго фильма, «Начинающие», состоялась на кинофестивале в Торонто в сентябре 2010 года.
Он выпустил часть своих фоторабот в книгах Gas Book 11 (2003) и Humans (2006). В 2009 году популярный берлинский журнал о культуре 032c посвятил ему один из выпусков. По этому случаю Миллс дал интервью Нику Карри, более известному как Момус, которое в журнале получило название Getting Through the New Depression (Проход через новую депрессию).

## Личная жизнь
С 2009 года Миллс женат на режиссёре Миранде Джулай. У них есть сын Хоппер (род. 2012).

## Работы

### Фильмы
- «Камон Камон» (2021)
- «Женщины XX века» (2016)
- «Начинающие» (2010)
- Does Your Soul Have A Cold? (2007, 82 минуты)
- «Дурная привычка» (2005)
- Not How Or When Or Why But Yes (2004, 24 минуты)
- AIR: Eating Sleeping Waiting & Playing (Air) (2003, 96 минут)
- «Газетчики» (2001)
- Deformer (Эд Темплтон) (2000, 17 минут)
- The Architecture of Reassurance (1999, 24 минуты)
- Hair Shoes Love and Honesty (1998, 40 минут)
- «Richard June’s Backyard» (Кейт Спэйд) (1998, 3 минуты)
- «Skating with Dave and Jared» (1995, 3 минуты)
- «An Introduction to Harmolodics» (Орнетт Коулман) (1995, 11 минут)
- Lost Episode III-Cheese (Блэк Фрэнсис)
- Lost Episode I-Los Angeles (Блэк Фрэнсис)
- Men in Black (Блэк Фрэнсис)
- 1997 CDFA Awards (Кейт Спэйд)
- Birthday (Кейт Спэйд)
- Rock Star (Лорен Хоффман)
- Banking (Марк Джейкобс)
- Entertainment (Марк Джейкобс)
- Look Presents: Qui est-vous New York (Марк Джейкобс)
- VH-1 Fashion Awards 2001 (Марк Джейкобс)
- Bummer

### Музыкальные клипы
- «All I Need» — Air
- «Kelly Watch the Stars» — Air
- «Le soleil est près de moi» — Air
- «Sexy Boy» — Air
- «23» — Blonde Redhead
- «The Dress» — Blonde Redhead
- «My Impure Hair» — Blonde Redhead
- «Silently» — Blonde Redhead
- «Top Ranking» — Blonde Redhead
- «Afrodiziak» — Bran Van 3000
- «Bad Ambassador» — The Divine Comedy
- «Temperamental» — Everything but the Girl
- «2 Kindsa Love» — Blues Explosion
- «Sometimes» — Стюарт Прайс
- «Legacy» — Mansun
- «Stardust» — Мартин Гор
- «Run On» — Моби
- «Walking on Thin Ice» — Йоко Оно
- «Concrete Sky» — Бет Ортон
- «Hey Hey You Say» — Papas Fritas
- «Spokes» — Pond
- «Party Hard» — Pulp
- «1, 2, 3, 4» — Titán
- «It’s Automatic» — Zoot Woman

### Оформление альбомов
- «Kelly Watch the Stars» сингл — Air
- «Moon Safari» — Air
- «Playground Love» сингл — Air
- «Sexy Boy» сингл — Air
- «The Virgin Suicides» (саундтрек к фильму «Девственницы-самоубийцы») — Air
- «Root Down» мини-альбом — Beastie Boys
- «Socks, Drugs, and Rock and Roll» — Buffalo Daughter
- «Butter 08» — Butter 08
- «Viva! La Woman» — Cibo Matto
- «Runaway» single — Deee-Lite
- «Thank You Everyday» сингл — Deee-Lite
- «Experimental Remixes» — Blues Explosion
- "A Picture of Nectar — Phish
- «Logan’s Sanctuary» — Роджер Джозеф Маннинг-младший и Брайан Райцелл
- «Washing Machine» — Sonic Youth
- «Back to Skull» — They Might Be Giants
- «John Henry» — They Might Be Giants

### Книги
- Gas Book 11 (2003)
- Humans (2006)
- Graphics Films (2009)

### Реклама
- Gap
- Adidas
- Nike
- Apple Computer
- MasterCard
- Volkswagen
- DuPont